# Dennis Bauer
Dennis Bauer (Coblenza, 18 dicembre 1980) è uno schermidore tedesco, specializzato nella sciabola. Ha vinto una medaglia di bronzo nella scherma ai Giochi olimpici.